# Grigorij Godin
Grigorij Wasiljewicz Godin (ros. Григорий Васильевич Годин, ur. 17 stycznia?/30 stycznia 1902 we wsi Wozniesienskowskoje w guberni stawropolskiej (obecnie w Kraju Stawropolskim), zm. 17 grudnia 1974 w Moskwie) – radziecki wojskowy, generał porucznik artylerii, Bohater Związku Radzieckiego (1945).

## Życiorys
Urodził się w rodzinie chłopskiej. W 1920 zdał eksternistycznie egzaminy na tytuł nauczyciela ludowego, w maju 1920 wstąpił ochotniczo do Armii Czerwonej, uczestniczył w działaniach bojowych w Azerbejdżanie, Armenii i północnego Iranu, w 1921 był żołnierzem ochrony wicekonsula RFSRR w Iranie. W 1925 ukończył wydział artyleryjski szkoły piechoty w Riazaniu i został dowódcą plutonu i szefem łączności dywizjonu w pułku artylerii w Woroneżu, w 1927 skończył kursy artyleryjskie w Kursku, 1932-1934 dowodził dywizjonem artylerii, później był komendantem szkoły pułkowej młodszej kadry dowódczej i dowódcą dywizjonu.
Od czerwca do września 1939 dowodził pułkiem, później został zastępcą szefa sztabu artylerii 10 Korpusu Piechoty i pełniąc tę funkcję brał udział w zajmowaniu przez ZSRR Zachodniej Białorusi, czyli agresji ZSRR na Polskę we wrześniu 1939, następnie w wojnie z Finlandią 1939–1940, podczas której w lutym 1940 został dowódcą 74 pułku artylerii 84 Dywizji Piechoty.
W lipcu 1941 ukończył Akademię Wojskową im. Frunzego i na początku sierpnia 1941 został szefem artylerii i zastępcą dowódcy 283 Dywizji Piechoty, od września 1941 walczył w wojnie z Niemcami, od maja do grudnia 1942 był szefem artylerii 48 Armii Frontu Briańskiego. Następnie dowodził brygadą artylerii, od lutego do maja 1943 5 Dywizją Artylerii Przełamania Rezerwy Naczelnego Dowództwa, brał udział m.in. w operacji charkowskiej, w maju 1943 został dowódcą 1 Gwardyjskiej Dywizji Artylerii Przełamania Rezerwy Naczelnego Dowództwa na Froncie Centralnym, uczestniczył w bitwie pod Kurskiem, operacji orłowskiej i czernihowsko-prypeckiej, we wrześniu 1943 został ciężko ranny. Od maja 1944 dowodził artylerią 47 Armii na 1 Froncie Białoruskim, brał udział w operacji białoruskiej, wiślańsko-odrzańskiej (m.in. zajęciu Warszawy, Piły i Wałcza), wschodniopruskiej i berlińskiej. 2 listopada 1944 otrzymał stopień generała porucznika artylerii.
Po wojnie dowodził artylerią 8 Gwardyjskiej Armii w Grupie Wojsk Radzieckich w Niemczech, od maja 1946 do marca 1947 był dowódcą artylerii i zastępcą dowódcy Południowej Grupy Wojsk w Austrii, w 1948 ukończył Wyższe Kursy Akademickie przy Wyższej Akademii Wojskowej im. Woroszyłowa i został dowódcą artylerii Samodzielnej Armii Zmechanizowanej, od sierpnia 1950 do czerwca 1953 kierował Zarządem Artyleryjskich Wyższych Instytucji Edukacyjnych, następnie zakończył służbę z powodu choroby.

## Odznaczenia
- Złota Gwiazda Bohatera Związku Radzieckiego (31 maja 1945)
- Order Lenina (trzykrotnie, w tym 6 kwietnia 1945 i 31 maja 1945)
- Order Czerwonego Sztandaru (trzykrotnie, w tym 21 lutego 1942 i 3 listopada 1944)
- Order Suworowa II klasy (23 sierpnia 1944)
- Order Kutuzowa II klasy (8 września 1943)
- Order Wojny Ojczyźnianej I klasy (15 kwietnia 1943)
- Medal za Odwagę (18 stycznia 1942)

I inne medale ZSRR oraz zagraniczne ordery i medale.